# Kōdōha

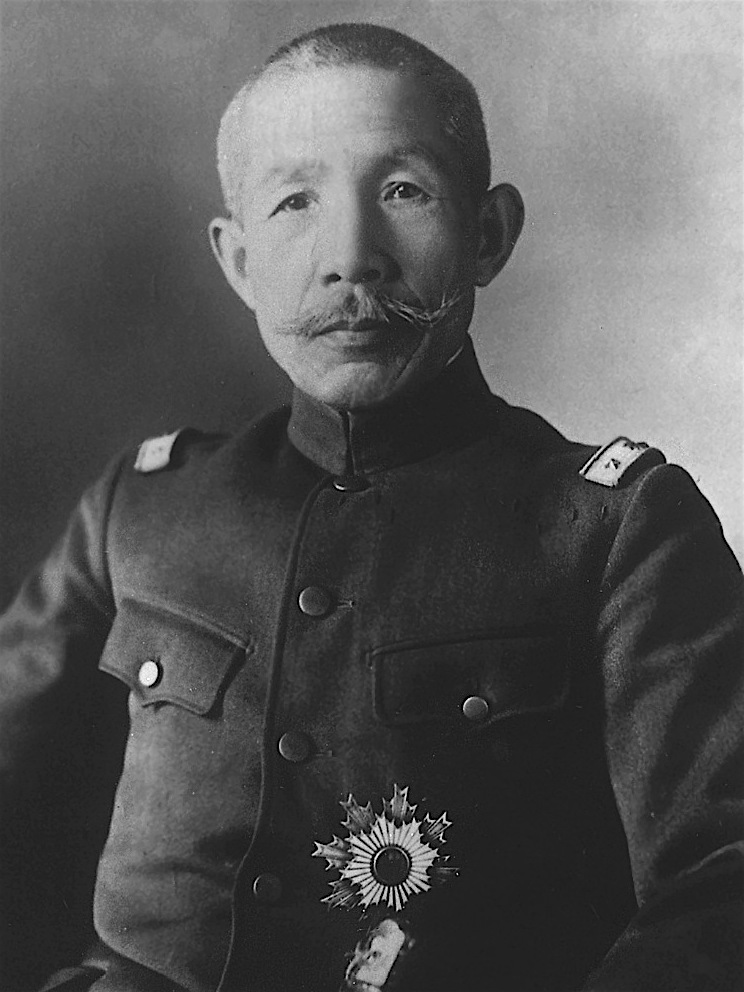
O General Sadao Araki foi o fundador e líder do Kodoha

Facção do Caminho Imperial (皇道派, Kōdōha) foi uma facção política no Exército Imperial Japonês ativa nas décadas de 1920 e 1930 e em grande parte apoiada por jovens oficiais com o objetivo de estabelecer um governo militar; promovia ideais totalitários, militaristas e expansionistas. Nunca organizou um partido político e nem teve nenhuma posição oficial dentro do Exército. 